# Heurístic
Un heurístic és una directriu que serveix per avaluar un disseny (ja sigui web, d'un videojoc...) sense els usuaris, només aplicant algunes regles. L'ús dels heurístics és un mètode analític eficient i de baix cost que s'aplica repetidament durant el procés de creació o un cop acabat per detectar problemes d'usabilitat i poder-los prevenir o solucionar. Permeten una avaluació del disseny des d'una etapa molt inicial del projecte.
Aquestes directrius són descrites per professionals en l'àmbit de l'experiència d'usuari i la usabilitat. És per això que podem trobar una gran quantitat de llistes d'heurístics diferents, ja que són heurístics proposats per diferents experts.

## Avaluació heurística
Una avaluació heurística és un mètode d'avaluació que consisteix a utilitzar els heurístics per trobar problemes d'usabilitat. Tot i ser un mètode bastant eficient i de baix cost no serveix per trobar absolutament tots els problemes i també s'ha de saber veure la gravetat dels problemes trobats per aquest mètode. Fent servir una avaluació heurística es poden trobar una gran quantitat de problemes en nombre, però potser molt pocs són realment importants és a dir, que s'ha de saber interpretar els resultats.
Al fer una avaluació heurística, qui està avaluant el disseny s'ha de preguntar si la directriu s'està aplicant i com. En cas de no aplicar-se s'ha de comprovar si simplement s'ignora o si el disseny fa el contrari al que diu aquesta regla. Finalment, en qualsevol dels casos en els quals no es compleixi l'heurístic, s'ha de classificar el problema segons la seva severitat.
En comparació a un test d'usabilitat, l'avaluació heurística és més barata i requereix menys temps, a més de no requerir usuaris físics per poder-se realitzar. Per contra, com que no està testejant usuaris representatius, les dades no tenen tant valor i són tan directes com les d'un test d'usabilitat.
Aquests mètodes d'avaluació són ara àmpliament ensenyats i practicats en els nous mitjans, on sovint, les interfícies d'usuari solen dissenyar-se en un curt espai de temps amb un pressupost que pot restringir la quantitat de diners disponible per proporcionar altres tipus de proves d'interfície.
L'objectiu principal de les avaluacions heurístiques és identificar qualsevol problema relacionat amb el disseny d'interfícies d'usuari. L'enginyer d'interfícies, Jakob Nielsen, va desenvolupar aquest mètode a partir de diversos anys d'experiència en l'ensenyament sobre enginyeria d'usabilitat.
Les avaluacions heurístiques són un dels mètodes més informals d'inspecció d'usabilitat en el camp de la interacció persona-ordinador. Hi ha molts conjunts d'heurístiques de disseny d'usabilitat que no són mútuament excloents i cobreixen molts dels mateixos aspectes de disseny de la interfície d'usuari. Molt sovint, els problemes d'usabilitat que es descobreixen es classifiquen, sovint a escala numèrica, segons el seu impacte estimat en el rendiment o l'acceptació de l'usuari. Sovint, l'avaluació heurística es duu a terme en el context dels casos d'ús (típiques tasques d'usuari), per proporcionar comentaris de resposta als desenvolupadors en la mesura que la interfície sigui probable que sigui compatible amb les necessitats i preferències dels usuaris.
La simplicitat de l'avaluació heurística és beneficiosa en les primeres etapes del disseny. Aquest mètode d'inspecció d'usabilitat no requereix proves d'usuari que poden ser una càrrega a causa de la necessitat d'usuaris, un lloc per fer les proves i un pagament pel seu temps. L'avaluació heurística requereix només un expert, reduint la complexitat i el temps dedicat a l'avaluació. La majoria d'avaluacions heurístiques es poden realitzar en qüestió de dies. El temps requerit varia amb la mida de l'artefacte, la seva complexitat, el propòsit de la revisió, la naturalesa dels problemes d'usabilitat que sorgeixen en la revisió i la competència dels revisors. Una avaluació heurística abans d'una prova de testeig d'usuari reduirà el nombre i la gravetat dels errors de disseny que detecten els usuaris. Encara que l'avaluació heurística pot fer descobrir molts problemes importants d'usabilitat en un curt període, una crítica que sovint s'estableix és que els resultats estan molt influenciats pel coneixement de l'avaluador expert. Aquesta revisió "unilateral" presenta diverses vegades resultats diferents que les proves de rendiment del programari. Cada tipus de prova revela un conjunt de diferents problemes.

## Heurístics de Jakob Nielsen
Com s'ha mencionat anteriorment, hi ha moltes llistes d'heurístiques proposades per diferents experts.
Les heurístiques de Jakob Nielsen són probablement les heurístiques d'usabilitat més usades per al disseny de la interfície d'usuari. Nielsen va desenvolupar les heurístiques basades en el treball juntament amb Rolf Molich el 1990. El conjunt final d'heurístiques que encara s'utilitza avui va ser llançat per Nielsen el 1994. Les heurístiques publicades al llibre de Nielsen, Enginyeria de la Usabilitat, són les següents:
- Visibilitat i estatus del sistema: el disseny analitzat mostra les dades que l'usuari necessita i el manté informat en tot moment. El sistema sempre ha de mantenir informats els usuaris sobre el que està passant, a través de comentaris adequats dins d'un termini raonable.
- Concordança entre sistema i món real: els conceptes estan ordenats d'una forma lògica i que ens resulti familiar. El sistema hauria de parlar l'idioma de l'usuari, amb paraules, frases i conceptes familiars per a aquest, en comptes de termes orientats al sistema. Hauria de seguir les convencions del món real, fent que la informació aparegui d'una manera natural i lògica.

- Control d'usuari i llibertat: l'usuari ha de tenir llibertat d'acció pero també ha de tenir l'opció de desfer si ha fer alguna cosa malament. Sovint, els usuaris triaran les funcions del sistema per error i necessitaran una "sortida d'emergència" clarament marcada per deixar l'estat no desitjat sense haver de passar per un diàleg ampli. A favor de les accions desfer i refer.

- Consistència i estàndards: s'ha de ser consistent en tot moment, per exemple a l'hora de col·locar els elements dins d'una interfície. S'ha d'evitar ser original i no intentar els models mentals dels usuaris. Els usuaris no haurien de preguntar-se si diferents paraules, situacions o accions volen dir el mateix. S'haurien de seguir les convencions de la plataforma.
- Prevenció d'errors: eliminar tot el que sigui propens a errors. Millor que els bons missatges d'error, és un disseny atent que impedeixi que es produeixi un problema en primer lloc. O bé s'haurien d'eliminar les condicions propenses a errors o comprovar-ne els usuaris i presents amb una opció de confirmació abans de comprometre's amb l'acció.
- Reconèixer en comptes de recordar: minimitzar la càrrega de memòria de l'usuari mostrant les coses necessàries perquè no ho hagi de recordar tot. Minimitzar la càrrega de la memòria de l'usuari fent visibles objectes, accions i opcions. L'usuari no hauria d'haver de recordar informació d'una part del diàleg a una altra. Les instruccions d'ús del sistema haurien de ser visibles o fàcilment recuperables sempre que sigui apropiat.
- Flexibilitat i eficiència d'ús: facilitar a l'usuari les accions que es realitzen freqüentment. Els acceleradors, que no es veuen per l'usuari novell, sovint poden accelerar la interacció per a l'usuari expert, de manera que el sistema pugui atendre tant als usuaris sense experiència com als més experimentats. S'hauria de permetre als usuaris adaptar accions freqüents.
- Estètica i disseny minimalista: eliminar informació irrellevant o rarament necessitada. Els diàlegs no haurien de contenir informació que sigui irrellevant o que rarament es necessiti. Cada unitat extra d'informació en un diàleg competeix amb les unitats d'informació rellevants i disminueix la seva visibilitat relativa.
- Ajudar els usuaris a reconèixer i recuperar-se d'errors: utilitzar llenguatge senzill per explicar quin és el problema i com solucionar-lo. Els missatges d'error s'haurien d'expressar en llenguatge senzill (sense codis), indicant amb precisió el problema i suggerint constructivament una solución.
- Ajuda i documentació: en cas de necessitar documentació, que aquesta sigui fàcil de trobar. Tot i que és millor que el sistema es pugui utilitzar sense documentació, pot ser necessari proporcionar ajuda i documentació. Qualsevol informació ha de ser fàcil de cercar, centrada en la tasca de l'usuari, enumerant passos concrets a fer, sense ser massa grans.